# Kaffeekohle
Kaffeekohle (lateinisch Coffeae carbo) ist ein aus den Samen verschiedener Coffea-Arten gewonnenes schwarzbraunes bis braunschwarzes mittelfeines Pulver. Es riecht und schmeckt nach gebranntem Kaffee, wirkt adsorbierend (aufsaugend) und adstringierend (zusammenziehend). In der Medizin wird Kaffeekohle zur Behandlung von unspezifischen akuten Durchfallerkrankungen und lokal bei leichten Entzündungen der Mund- und Rachenschleimhaut verwendet. Sie kommt als Pulver oder gepresst in Tablettenform zum Einsatz.

## Beschreibung, Vorkommen
Kaffeekohle wird durch eine spezielle Röstung der äußeren Samenpartien von grünen, getrockneten Früchten verschiedener Kaffeesorten gewonnen. So entsteht ein Pulver mit stark vergrößerter Oberfläche. Im Gegensatz zur medizinischen Kohle, die durch eine „komplette“ Verkohlung z. B. der Kokosnussschale entsteht, wird die Kaffeekohle nur bis zu einem bestimmten Grad geröstet. So bleiben noch Bestandteile enthalten, die auch im Kaffee zu finden sind, wodurch die Kaffeekohle ihre vielseitige Wirkung bekommt.

## Geschichte
Viele Naturvölker kannten und nutzten schon früh die berauschende und auch die heilende Wirkung der Kaffeebohnen. In der arabischen Volksmedizin sind die medizinischen Wirkungen eines sehr stark gebrannten Kaffees seit Jahrhunderten bekannt. In Chile wurden früher rohe, zerkleinerte Kaffeebohnen aufgebrüht und bei Beschwerden von Galle und Leber getrunken. In Deutschland wurde 1885 erstmals die antiseptische Wirkung der Kaffeekohle in einer Ärztezeitschrift von dem Arzt Oppler aus Straßburg erwähnt. Die vielfältigen medizinischen Wirkungen wurden jedoch erst 1937 und 1938 durch den Arzt und Naturheilkundler August Heisler bekannt, der den Einsatz der Kaffeekohle bei einer Vielzahl von erkrankten Schleimhäuten, von der Nase bis zum Darm, beschrieb, so zum Beispiel bei verschiedenen Darmstörungen sowie Erkrankungen von Mund, Rachen und Mandeln. Die Wirkung der Kaffeekohle erklärte er wie folgt: Entgiftung durch die Kohle (bindet Mikroorganismen und Bakteriengifte), Desinfektion durch die Phenole, erhöhte Blutzufuhr am Entzündungsherd durch Coffein, Heilernährung durch die enthaltenen Vitamine. In einer medizinischen Fachzeitschrift empfahl er darüber hinaus seinen Kollegen die Entgiftung durch Kaffeekohle in Fällen von unklaren Infektionen statt der Entfernung von Mandeln oder Zähnen. Von ihm dargelegte Beispielfälle legten den Schluss nahe, dass beispielsweise Mandelentzündungen oft lediglich ein Versuch des Organismus zur Selbstentgiftung darstellen, der ursächlich primäre Krankheitsherd jedoch im Darm liegt.
Da noch keine industriell hergestellte Kaffeekohle verfügbar war, empfahl er die eigene Herstellung: Grüne Kaffeebohnen sollten über offenem Feuer ca. 35 Minuten geröstet werden, bis sie anfangen, schwarz zu werden. Dann sollte der Kaffee entweder in einer türkischen Kaffeemühle gemahlen oder mit einem Mörser fein zerrieben werden. Zur innerlichen Anwendung empfahl er einen gehäuften Kaffeelöffel, das Aufbringen auf die Rachenschleimhaut sollte mit einem Wattepinsel, das Einreiben des Zahnfleisches mit einem vorher angefeuchteten Finger erfolgen.

## Inhaltsstoffe und Eigenschaften
Die Wirkung der Kaffeekohle ist auf ihr Adsorptionsvermögen und die darin enthaltenen Inhaltsstoffe zurückzuführen: Koffein, Histobasen, cholinartige Körper, Trigonellin (B2-Komplex), Chlorogen- und Kaffeesäure. Die Arzneidroge besitzt adstringierende (zusammenziehende), absorbierende (aufsaugende), antibakterielle, schmerzstillende und entzündungshemmende Eigenschaften. Durch die große Oberfläche der Kaffeekohle können schädliche Stoffe, Toxine, Gärungsprodukte des Darms und auch überschüssige Flüssigkeit gebunden und ausgeschieden werden. Der Gehalt an Chlorogen- und Kaffeesäuren bewirkt ein Zusammenziehen der äußeren Schichten der Schleimhaut und führt so ebenfalls zu einer verminderten Flüssigkeitssekretion in den Darm. Untersuchungen der Universität Leipzig zeigen, dass die Kaffeekohle auch entzündungshemmende Inhaltsstoffe enthält, am stärksten entzündungshemmend wirkt dabei die Chlorogensäure. Weitere Leipziger Forschungen an komplexen Labormodellen des Darms konnten zeigen, dass Kaffeekohle auch die Darmbarriere stabilisiert (vergleichbar mit dem häufig verordneten Kortisonpräparat Budesonid). Das lokale Auftragen von Kaffeekohle beschleunigt die Wundheilung und besitzt schmerzstillende Effekte.

## Verwendung in der Medizin
Schon 1937 und 1938 berichtete der Arzt August Heisler in verschiedenen medizinischen Fachzeitschriften über die erfolgreiche Anwendung von Kaffeekohle bei Durchfall, verschiedenen Darmstörungen und Erkrankungen weiterer Schleimhäute wie Schnupfen, Angina, chronischer Mandelentzündung, Scharlach, Diphtherie, Zahnfleischbluten und Aphthen im Mund. Auch bei schweren Hämorrhoiden, Nahrungsmittelallergien oder Lebensmittelvergiftungen und Migräne, falls diese mit einer gestörten Darmtätigkeit zusammenhängt, wurde die Kaffeekohle laut Heisler erfolgreich angewendet. Aufgrund seiner positiven Erfahrungen wurde die Kaffeekohle ab Mai 1938 auch in der Kinderklinik Erlangen bei verschiedenen Magen-Darm-Störungen (innerlich angewendet) sowie Angina, Diphtherie und Ekzemen (durch Bestäuben) eingesetzt. Gustav Link, der Arzt der Kinderklinik, beschrieb im Hippokrates 1939 zahlreiche auf diese Weise erfolgreich therapierte Patientenfälle.
Heute wird Kaffeekohle nach Empfehlung der Kommission E zur Behandlung von unspezifischen akuten Durchfallerkrankungen und lokal bei leichten Entzündungen der Mund- und Rachenschleimhaut verwendet. In der Apotheke gibt es Kaffeekohle pur als Pulver oder kombiniert mit Myrrhe und Kamille als Tabletten. Sie werden zur unterstützenden Behandlung bei Magen-Darm-Störungen mit unspezifischem Durchfall, begleitet von leichten Krämpfen und Blähungen eingesetzt.
Es ist zu beachten, dass Kaffeekohle die Absorption und Wirksamkeit anderer Medikamente eventuell reduzieren kann, weil es diese im Darm bindet. Demnach wird ein zeitlicher Abstand von ca. 3 Stunden zwischen der Einnahme von Kaffeekohle und anderen Medikamenten empfohlen. Unerwünschte Wirkungen sind bisher keine bekannt.